# Chris Haskett
Chris Haskett (Washington, D.C., 1962) é um guitarrista estadunidense, conhecido por seu trabalho na Rollins Band de 1986 a 1997 e em 2006, quando a banda se reuniu. Ele também gravou e tocou com várias artistas, como David Bowie, Foetus, Pigface, The Cassandra Complex, e outros.
Haskett tem gravado diversos álbuns instrumentais, tanto de música elétrica quanto de música acústica, e atualmente está trabalhando em mais dois álbuns para 2010.